# Devèze
Devèze település Franciaországban, Hautes-Pyrénées megyében. Lakosainak száma 50 fő (2022. január 1.). Devèze Betbèze, Aries-Espénan, Lalanne, Monléon-Magnoac, Pouy és Villemur községekkel határos.

## Népesség
A település népességének változása:
| Lakosok száma | 68   | 70   | 67   | 59   | 54   | 52   | 52   | 50   | 50   |
|               | 2013 | 2015 | 2016 | 2017 | 2018 | 2019 | 2020 | 2021 | 2022 |